# Träger des Ordens des heiligen Jakob vom Schwert (Collane)
In dieser Liste sind die Träger des Ordens des heiligen Jakob vom Schwert in der Stufe Collane mit kurzen Angaben zur Person aufgeführt.

## A
- Abdullah II. bin al-Hussein, König von Jordanien (2009)
- Akihito, Kaiser von Japan (1993)

## C
- Carl XVI. Gustaf, König von Schweden (2008)
- Fernando Henrique Cardoso, Präsident der Republik Brasilien (1997)
- Karl Carstens, Präsident der Bundesrepublik Deutschland (1980)
- Nicolae Ceaușescu, Präsident der Republik Rumänien (1975)
- Joaquim Alberto Chissano, Präsident der Republik Mosambik (1997)

## E
- Elisabeth II., Königin des Vereinigten Königreiches (1979)
- Valéry Giscard d’Estaing, Präsident der Republik Frankreich (1975)

## F
- Matthew Festing, Großmeister des Malteserordens (2010)
- João Baptista de Oliveira Figueiredo, Präsident der Republik Brasilien (1981)
- Heinz Fischer, Präsident der Republik Österreich (2009)

## G
- Ivan Gašparovič, Präsident der Republik Slowakei (2008)
- Ernesto Geisel, Präsident der Republik Brasilien (1977)

## H
- Harald V., König von Norwegen	(2008)
- Hassan II., König von Marokko (1993)
- Henri, Großherzog von Luxemburg (2010)

## J
- Juan Carlos I., König von Spanien (1978)

## M
- Margrethe II., Königin von Dänemark (1992)
- Mohammed VI., König von Marokko (2016)
- Emílio Garrastazu Médici, Präsident der Republik Brasilien (1972)

## O
- Olav V., König von Norwegen (1978)

## P
- Aristides Pereira, Präsident der Republik Kapverden (1989)
- Carlos Andrés Pérez, Präsident der Republik Venezuela (1977)
- Alessandro Pertini, Präsident der Republik Italien (1980)

## R
- Arnold Rüütel, Präsident der Republik Estland (2006)

## S
- José Eduardo dos Santos, Präsident der Republik Angola (1996)
- José de Sousa Saramago, Nobelpreisträger (1998)
- José Sarney, Präsident der Republik Brasilien (1986)
- Walter Scheel, Präsident der Bundesrepublik Deutschland (1978)
- Léopold Sédar Senghor, Präsident der Republik Senegal (1975)

## V
- João Bernardo Vieira, Präsident der Republik Guinea-Bissau (1996)

## Quelle
- Ordensträger auf der Seite des Portugiesischen Präsidenten